# 강릉 호해정
강릉 호해정(江陵 湖海亭)은 대한민국 강원특별자치도 강릉시 저동, 경포호의 북쪽 언덕 위에 위치한 정자이다. 1979년 5월 30일 강원특별자치도의 유형문화재 제62호로 지정되었다.

## 개요
경포호의 북쪽 언덕 위에 위치한 정자로 조선 중종(재위 1506∼1544) 때 김습독이 처음 지었다. 그 뒤로 그의 사위 장호를 거쳐 장호의 동생 민의 사위 김몽호에게 넘겨진 후, 지금까지 그의 자손들이 관리하고 있다.
이 부근 대부분의 정자들이 경포호가 바라보이는 곳에 있는데 반해, 호해정은 경포호의 동북쪽 깊숙한 산기슭에 자리잡고 있다.
사실 호해정(湖海亭)은 호수와 바다를 바라보고 있어 ‘호해정’이란 이름이 붙게 된 것인데, 과거에는 호해정 바로 앞에 호수가 있었고 10리 밖으로 경포대 바다도 보였다고 하지만, 현재는 아파트단지에 가려 바다도 보이지 않고, 앞에 있던 호수는 매립되어 농경지가 되었다.
앞면 2칸·옆면 2칸 규모로, 지붕 옆면이 여덟 팔(八)자 모양인 팔작지붕집이다. 소박한 모습을 띤 이 정자는 온돌방과 마루방을 두고 방 사이에 분리할 수 있는 분합문을 달아, 필요할 때 하나의 방으로 사용할 수 있게 하였다.
지금도 김몽호의 후손들이 해마다 9월에 이곳에서 차례를 지낸다.
현재까지도 시에서 지속적으로 길게 자란 풀을 깎고 부서진 기와를 수리하는 등의 관리를 이어 나가고 있다.

## 지도
- 구글지도에서 호해정 보기
- 네이버지도에서 호해정 보기

## 사진/동영상
호해정 사진 보러가기
호해정 동영상 보러가기

## 건물 도면
- 한옥기술개발 R&D에서 호해정의 평면도를 비롯한 8개 도면을 볼 수 있다.
- 문화재청 국가문화유산포털에서는 호해정의 보수공사 횡단면도를 비롯한 11개 도면을 볼 수 있다.

## 옛그림/고지도
- 서울대학교 규장각 한국학연구원 지리지 종합정보에서 강원도 강릉군의 고지도를 볼 수 있다.

## 같이 보기
- 김습독
- 장호
- 김몽호
- 강릉 경포대
- 강릉 방해정
- 강릉 금란정

## 참고 자료
- 강릉호해정 - 국가유산청 국가유산포털